# Anogenius clypealis
Anogenius clypealis es una especie de coleóptero de la familia Pterogeniidae.

## Distribución geográfica
Habita en Malasia.